# Желєзлаг
ВТТ Будівництва залізних рудників (рос. Железлаг) — підрозділ, що діяв в системі виправно-трудових установ СРСР.
Організований між 09.10.50 і 10.02.51 (перейменований з ВТТ БУДІВНИЦТВА гірничо-металургійних підприємств);

закритий 14.05.53 — перейменований в Полянський ВТТ.

## Підпорядкування і дислокація
- ГУЛПС (Головне Управління таборів промислового будівництва)
- ГУЛАГ МЮ з 02.04.53

Дислокація: м.Красноярськ, п/я 9

## Виконувані роботи
- гірничі роботи, в тому числі проходка залізничних тунелів і штолень, 10-ти шахт, підземних проїздів, бурові роботи,
- будівництво службових та казармених приміщень спеціальних частин ГУВО МГБ при комбінаті 815, складів,
- будівництво ТЕЦ, під'їзних шляхів, житла, культурно-побутових об'єктів,
- будівництво цегельного заводу в Красноярську, обслуговування Зиковського цегельного заводу і заводу шлакоблоків,
- земляні роботи, розробка кар'єрів, дорожні роботи, лісозаготівлі,
- підводно-технічні роботи по будівництву водозабірних споруд,
- будівництво ЛЕП-110 і лінії телефонного зв'язку.

## Чисельність ув'язнених
- 01.01.51 — 15 793,
- 01.01.52 — 15 103,
- 01.01.53 — 27 314,
- 01.04.53 — 27 535;
- 24.05.51 — 12 646